# Фукадзава, Ситиро
Ситиро Фукадзава (яп. 深沢 七郎 Фукадзава Ситиро:, 29 января 1914 года — 18 августа 1987 года) — японский писатель.
Со школьного возраста увлекался игрой на гитаре и некоторое время зарабатывал на жизнь работой гитаристом. Дебютный роман Фукадзавы — «Легенда о Нараяме» (яп. 楢山節考 Нараяма бусико:), опубликованный в 1956 году, был дважды экранизирован — Кэйсукэ Киноситой в 1958 году и Сёхэем Имамурой в 1983 году; фильм Имамуры завоевал главную награду 36-го Каннского кинофестиваля.
Скандальную известность Ситиро Фукадзава приобрёл в связи с публикацией осенью 1960 года журналом «Тюокорон» сатирического рассказа «Необыкновенный сон» (яп. 風流夢譚 Фурю: мутан), в котором левые захватили Императорский дворец и убили самого императора и его родственников на глазах восторженной толпы. Возмущённый этим произведением 17-летний Кадзутака Комори 1 февраля 1961 года ворвался в дом Ходзи Симанаки, главы журнала «Тюокорон», убил его горничную и серьёзно ранил жену — в историю этот эпизод вошёл как Инцидент Симанаки. Сам Фукадзава неоднократно получал угрозы в свой адрес.